# Iisus (film din 1999)
Iisus (titlu original: Jesus) este un film american de televiziune, biblic,  din 1999 regizat de Roger Young. În rolurile principale joacă actorii Jeremy Sisto (ca Iisus), Jacqueline Bisset (ca Fecioara Maria) și Gary Oldman (ca Pilat din Pont).

## Prezentare
Cronologia filmului implică o îmbinare cinematografică a celor patru Evanghelii, cu adăugarea unor elemente extra-biblice care nu se regăsesc în cărțile Noului Testament. Filmul pune accent pe aspectul uman al vieții lui Iisus. Comparativ cu portretizările mai solemne și divine din filmele anterioare, Iisus își exprimă emoțiile plângând la înmormântarea lui Iosif, aruncă cu pietre în Lacul Galileei în momentul întâlniri cu Simon Petru și Iacov, fiul lui Zebedei, dansează la nunta din Cana și începe o luptă cu stropi de apă cu ucenicii săi.
În timp ce filmul prezintă în principal cunoscute episoade creștine, apar și scene extra-biblice, cum ar fi flashback-uri de la prima sa călătorie la Ierusalim alături de Ioan, precum și scene de război și distrugere purtate în numele lui Iisus în timpul perioadelor medievale și moderne. De asemenea, Satana apare în film sub două forme diferite: o exemplificare vizuală a unui om modern în costum și o femeie în roșu, în loc de șarpele tradițional care apare în cele mai multe filme. Filmul adaugă, de asemenea, un istoric roman apocrif numit "Livius", care urmărește și comentează evenimentele care au loc, probabil acesta este numit după Titus Livius. 
Conform genericului, filmul este dedicat memoriei lui Enrico Sabbatini, producător italian de filme.

## Distribuție
- Jeremy Sisto - Iisus din Nazaret
- Jacqueline Bisset - Maica Domnului
- Armin Mueller-Stahl - Iosif tâmplarul
- Debra Messing - Maria Magdalena
- David O'Hara - Ioan Botezătorul
- G. W. Bailey - Livio
- Luca Barbareschi - Irod Antipa
- Christian Kohlund - Caiafa
- Stefania Rocca - Maria din Betania
- Luca Zingaretti - Simon Petru
- Ian Duncan - Ioan, fiul lui Zevedeu
- Elena Sofia Ricci - Irodiada
- Gilly Gilchrist - Andrei
- Thomas Lockyer - Iuda Iscarioteanul
- Claudio Amendola - Barabba
- Jeroen Krabbé - bărbatul Satan
- Gary Oldman - Pilat din Pont
- Gabriella Pession - Salomeea
- Maria Cristina Heller - Marta din Betania
- Manuela Ruggeri - femeia Satan
- Peter Gevisser - Lazăr din Betania
- Fabio Sartor - Iacov, fiul lui Zevedeu
- Sebastian Knapp - Levi Matei
- Sean Harris - Toma
- Karim Doukkali - Filip
- Said Bey - Iuda Tadeul
- Abedelouhahad Mouaddine - Iacob cel Tânăr
- El Housseine Dejjiti - Simon Zelotul
- Mohammed Taleb - Bartolomeu
- Omar Lahlou - Nathanael
- Miles C. Hobson - Iisus  (la 6 ani)
- Josh Maguire - Iisus  (la 12 ani)
- Zack Maguire - Ioan Botezătorul (la 12 ani)
- Roger Hammond - Iosif din Arimateea
- Rick Warden - Jared
- Iddo Goldberg - Seth
- Jeremy Zimmermann - Pretendentul Mariei Magdalena
- Elaine English - Femeie canaanită
- Tony Vogel - Fermier
- John Francis - Zerack
- Carl Pizzie - Zelot # 1
- Nicholas Sidi - Zelot # 2
- Elliot Levey - Colector de taxe
- Ichrak Berraoui - Adulterină

## Premii și nominalizări
- 2 nominalizări la Premiile Emmy: Cel mai bun miniserial TV și cel mai bun machiaj dintr-un miniserial TV sau film

## Vezi și
- Isus din Nazaret (film)
- Iisus (film din 1979)